# 빅 트러블 (1961년 영화)
《빅 트러블》(Большие неприятности)은 1961년 소유즈멀트필름에서 제작된 소련의 애니메이션 영화이다. 상영 이후 1973년에 《새로운 빅 트러블》(Новые большие неприятности)이라는 후속작이 상영되었다.
한 소녀의 시점에서 자신의 가족들과 어른들의 기구한 삶을 관찰하는 내용으로, 어린이들이 생각하는 어른들의 삶을 묘사하도록 어린이들이 그린 것 같은 그림체로 되어 있다.

## 평가
드미트리 나노모비치 바비첸코는 잡지 "이스쿠스토보 키노"에서 새롭지 않지만 뛰어난 음향과 신랄한 풍자를 하며 새로운 느낌을 주는 그림과 기법이었다고 평가했다.
세닌도 드미트리처럼 어린이의 세상에서 본 듯한 간결한 그림체로 나오는 강한 풍자와 좋은 영상미를 호평했으며, 이반 이바노프 바논은 성인향 애니메이션의 길을 찾는 애니메이션으로, 아동용에서 벗어난 분위기였다고 말한다.

## 참고 서적
- "Талантливо, остроумно!" - 드미트리 나노모비치 바비첸코, No. 12, 62~65쪽
- 세닌 C. B. "Волшебники экрана : Эстетические проблемы современной мультипликации", 잡지 "예술", 288쪽, 1974년 作
- 이바노프 바논, "Литературная запись А. Волкова", 잡지 "예술", 1980년 作